# Transkei
Als Transkei, offiziell isiXhosa iRiphabliki yeTranskei (deutsch Republik Transkei), wurde ein Gebiet im östlichen Kapland von Südafrika bezeichnet, das im Jahr 1963 als Homeland einen weitgehenden Selbstverwaltungsstatus erhielt und 1976 von der südafrikanischen Regierung im Rahmen der damaligen Apartheidspolitik in eine formal staatliche Unabhängigkeit übergeführt wurde. Transkei bedeutet „jenseits des Kei“. Der Kei ist ein Fluss an der Südgrenze der Transkei.

## Geographie
Ursprünglich und im europäischen Verständnis während der Kolonialperiode am Kap umfasste das später als Transkei bezeichnete Gebiet Siedlungsareale einiger Stammesgruppen der afrikanischen Bevölkerung. Das waren die Territorien von Fingoland (Mfenguland), Galekaland (Gcalekaland) und Idutywa Reserve. In Folge der Zuwanderung europäischer Siedler kam es unter deren Einfluss zu mehrfach veränderten territorialen Verwaltungsgliederungen. Noch bis in das letzte Viertel des 19. Jahrhunderts war für dieses Gebiet der Begriff „Frei-Kaffer-Land“ oder nur „Kafferland“ im Gebrauch. Er ist jedoch von „Britisch-Kafferland“ (Britisch-Kaffraria) zu unterscheiden, das im Wesentlichen die spätere Ciskei umfasst. Die natürliche Trennlinie zwischen beiden Gebieten und damit die südwestliche Grenze des Transkeiterritoriums bildet der Great Kei River. Dagegen fand das Gebiet im Nordosten um 1885 seine Begrenzung mit dem Verlauf des Bashee River (heute Mbhashe River); von seiner Mündung in den Indischen Ozean stromaufwärts bis nahe an den Ort Clarkebury / eMgwali (in der heutigen Local Municipality Engcobo) heran.
Die Transkei als „Homeland“ bestand aus drei separaten Gebieten: einem großen Gebiet zwischen der Südostgrenze von Lesotho und dem Indischen Ozean, das über 90 Prozent der Fläche der Transkei ausmachte, einem kleinen Gebiet nördlich davon um Ibisi und einer Exklave an der Südwestecke Lesothos um die Orte Sterkspruit und Herschel. Es gab zwei Grenzübergänge nach Lesotho. Sie wurden von den Behörden der Transkei betrieben. Die Fläche betrug 43.800 km² und die Einwohnerzahl 1983 rund 1,9 Millionen Menschen, mit in Südafrika lebenden 2,694 Millionen Bürgern. Die Hauptstadt und größter Ort der Transkei war Umtata (heute Mthatha), die einzige Hafenstadt Port St. Johns.
Die Transkei gehörte zu den weniger fruchtbaren Gebieten Südafrikas. Zu dem Territorium gehörten Teile der Drakensberge mit Gipfeln bis 3000 Metern über dem Meeresspiegel. Das Land ist von Flüssen durchzogen, die in den Drakensbergen entspringen und im Indischen Ozean münden. Der Küstenabschnitt ist für den Verkehr wenig erschlossen und wird Wild Coast (deutsch: „Wilde Küste“) genannt. Zur Transkei gehörte auch Pondoland.
In der Morphologie des Geländes zeichnet sich beginnend bei der Küste in Richtung zum Landesinneren ein stufenweiser Anstieg ab. Dem schmalen Küstengürtel folgt das Mittelveld und das Hochveld bis zur Großen Randstufe. Die Landschaft in der Transkei ist überwiegend hügelig und von Land- sowie Forstwirtschaft geprägt. Überweidungen und zu häufiges Abbrennen der Vegetation bis in das 20. Jahrhundert in Verbindung mit ungünstigen Witterungsbedingungen haben jedoch umfängliche Bodenverheerungen nach sich gezogen, die sich vorwiegend als Erosionszonen (Dongas) in den weiten Wiesenlandschaften abzeichnen. An anderen Stellen, im Umfeld der Stadt Butterworth, haben sich Geröllfelder aus den Karoo-Doleriten gebildet.

## Geschichte

### Kolonialzeitliche Vorgeschichte
Die europäische Besiedlung der Kapkolonie erfolgte lange Zeit in östliche Richtung entlang der Küste, wobei die ansässige Bevölkerung durch Siedler und Militär zum Verlassen ihrer Wohngebiete gezwungen wurde. Die Ausdehnung des Zulureiches im Verlauf des 19. Jahrhunderts in Natal erzeugte auf die Xhosa-stämmige Bevölkerung einen Vertreibungsdruck in davon westlich gelegenen Landstriche. Diese lebte wie ein Teil der weißen Siedler von Viehzucht und Jagd. Auf Grund der dadurch eintretenden geographisch gegenläufigen Entwicklung spitzten sich Konflikte um Landnutzungen und natürliche Lebensgrundlagen zu. Beispielsweise kamen zwischen 1820 und 1821 etwa 5000 neue britische Siedler im östlichen Kapland bei Port Elizabeth an. Die politische Antwort der britischen Kolonialmacht auf jene Veränderungen bestanden in einer fundamentalen Verschiebung der Rechtslage für den Landbesitz in den neu eroberten Gebieten und in militärischen Reaktionen, wie die sogenannten Grenzkriege und der Bau militärischer Befestigungen entlang der Außengrenzen europäisch beherrschter Gebiete. Der Kei bildete ab 1847 die östliche Grenze der Kapkolonie, da sein natürlicher Verlauf die militärische Außensicherung begünstigte. Bis 1894 verschob sich diese Grenze innerhalb der Transkeian Territories mehrmals und fand durch den Kontakt an Natals südwestlichen Rand ihre endgültige Lage. Die Annexion der damaligen Transkeian Territories erfolgte im Zeitraum von 1872 bis 1895. Im Jahr 1857 siedelte die Verwaltung der Kapkolonie westlich des Keis deutsche Legionäre an, da man die durch Kolonialpolitik gewonnenen Gebiete als Crown Land auswies und nach europäischem Liegenschaftsverständnis verwaltete. Im Verständnis der Stammesbevölkerung war die zur Lebensgrundlage genutzte Landfläche ihr Gemeinschaftsbesitz.
Das Vereinigte Königreich verwaltete das Transkei-Gebiet seit dem 19. Jahrhundert über ernannte Chiefs (Häuptlinge) in einem traditionell geprägten Ratssystem. Mit dem Glen Grey Act von 1894 fasste man die Ergebnisse einer jahrelangen kolonialpolitischen Entwicklung dieser Gebiete in ein Gesetz, das zu seiner Entstehungszeit als wirksames Instrument zur Gewinnung billiger Arbeitskräfte für die südafrikanische Wirtschaft galt und die Wanderarbeit verstärkte.

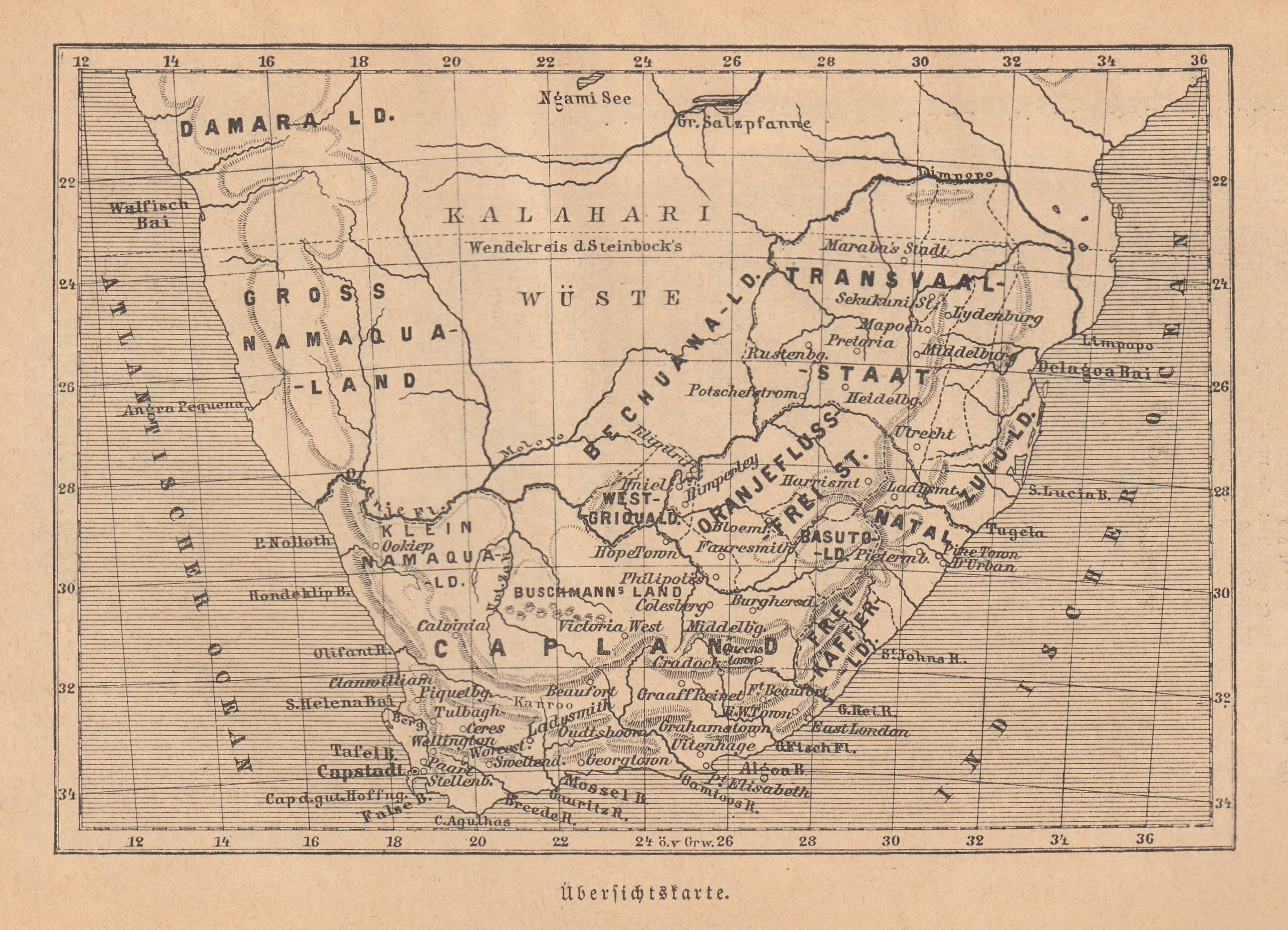
Karte des Südlichen Afrikas (1885) mit Eintragung „Frei-Kaffer-Ld.“ für die Transkei
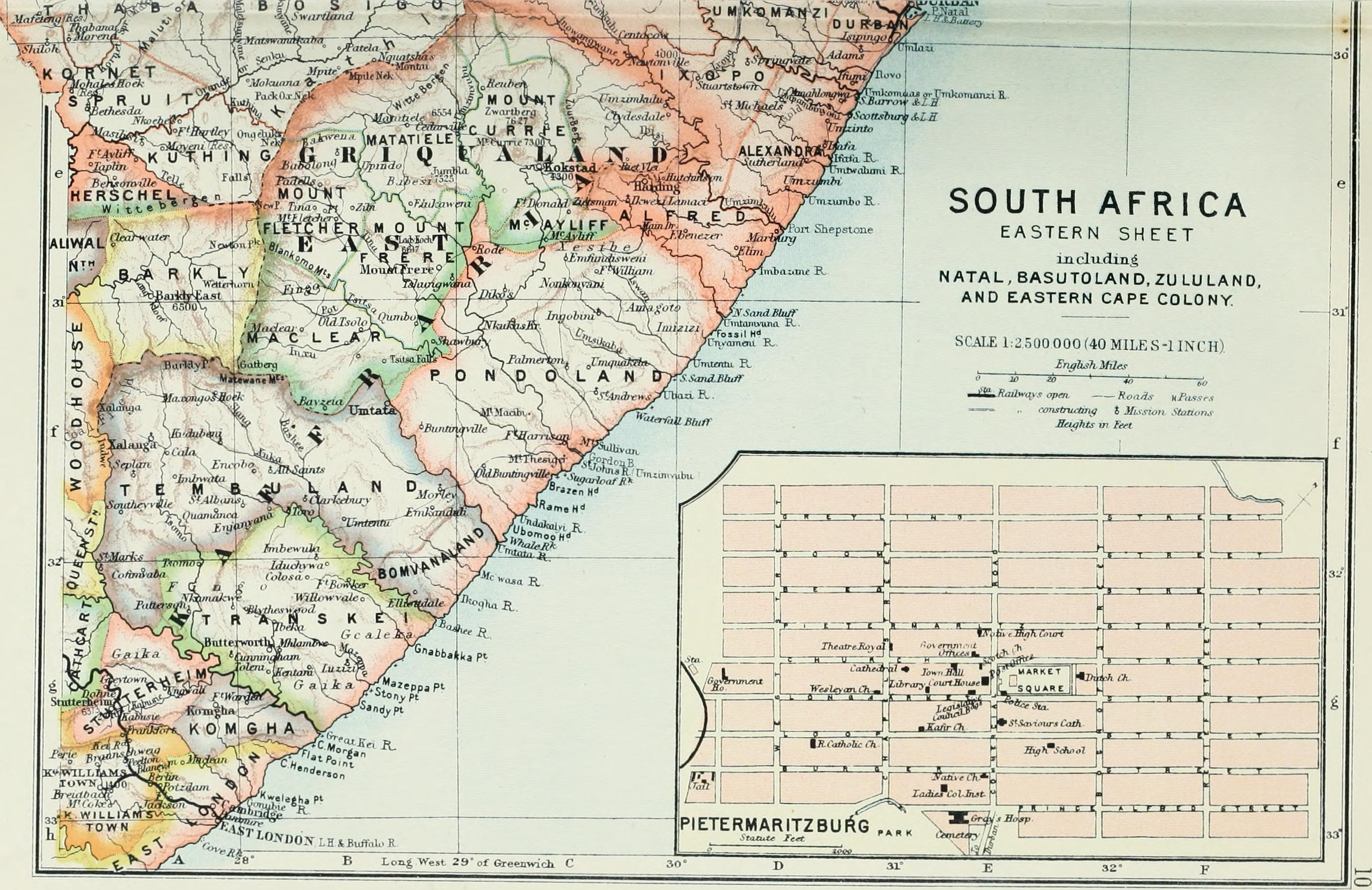
Karte der Küste des östlichen Kaplandes (1895) mit Eintragung „Transkei“
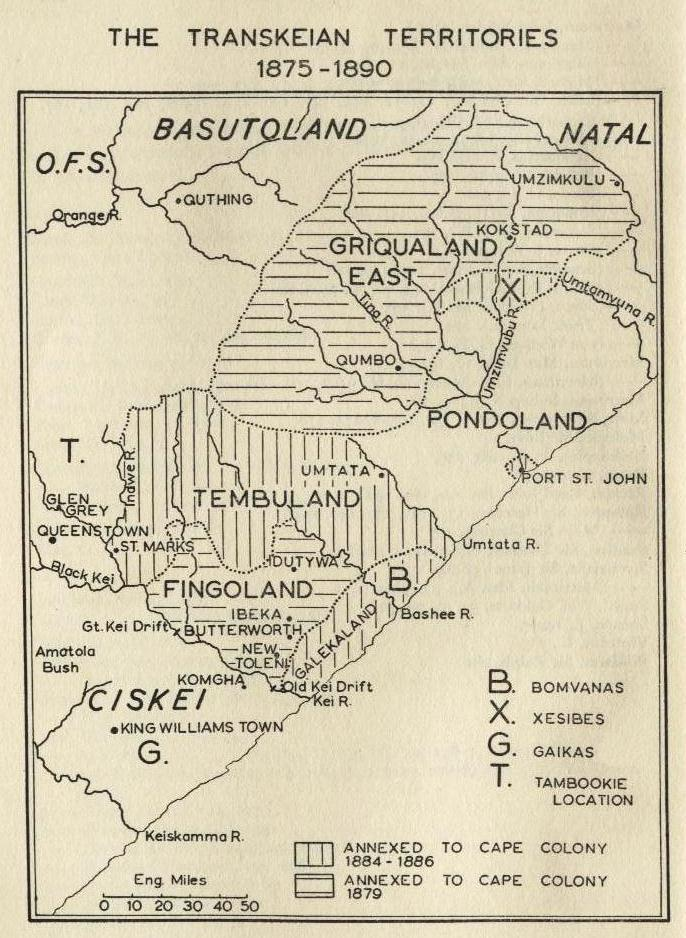
Karte der Transkeian Territories im späten 19. Jahrhundert

### United Transkeian Territories General Council ab 1931

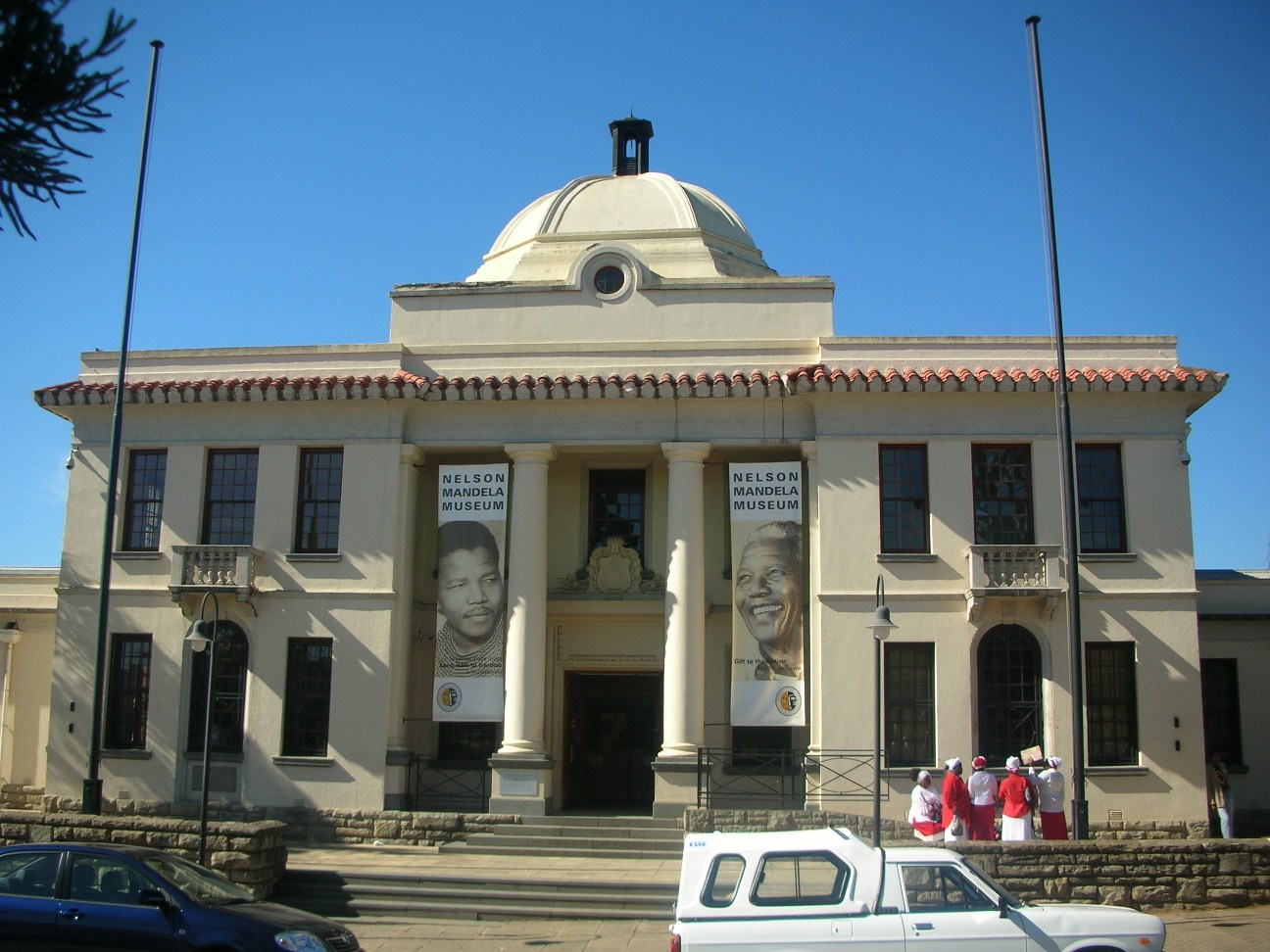
Das Gebäude für den ehemaligen United Transkeian Territories General Council in Mthatha

Das alte Rätesystem der Chiefs formte sich 1931 zu einem Allgemeinen Rat (United Transkeian Territories General Council), Bunga genannt, unter Vorsitz des weißen Chief Native Commissioner (deutsch etwa: „Eingeborenen-Hauptkommissar“) mit 26 weißen Distrikt-Eingeborenenkommissaren, drei kooptierten indigenen Vertretern aus Distrikträten und vier Chiefs. Dieses Gremium erhielt als Sitzungs- und Verwaltungsstätte ein dafür konzipiertes Gebäude (Chamber and offices of United Transkeian Territories General Council) in Umtata. Ein ähnlicher Rat entstand 1931 für die Ciskei. 1951 wurde die Ratsversammlung nach dem Zusammenschluss von wirtschaftlich einheitlichen Volksgruppen um weitere Regionalräte ergänzt.

### Entwicklung des Selbstverwaltungsstatus nach 1956
Im Jahre 1956 wurde an Stelle des Allgemeinen Rates (United Transkeian Territories General Council), bis dahin die Dachorganisation der von den Stämmen her aufgebauten Selbstverwaltung, eine neue Territorialbehörde (Transkeian Territorial Authority) mit 26 neuen Distriktverwaltungen (District Authority) eingesetzt. Diese Veränderungen vollzogen sich nach den Bestimmungen des Bantu Authorities Act (Act No. 68 / 1951). Alle vorhergehenden Verwaltungsstrukturen hob eine Proklamation (180/1956) mit Wirkung zum 1. September 1956 auf.
Die erste Versammlung der neuen Territorialbehörde fand im Mai 1957 statt. Am 1. Juli ernannte man L. H. D. Mbuli zum ersten schwarzen Secretary and Treasurer (deutsch etwa: „Sekretär und Finanzverwalter“) der Behörde. Nachfolgend übernahm E. W. Pearce den Posten eines Supervisory Officer (deutsch etwa: „Aufsichtsbeamter“) der Bantu-Verwaltungen in der Transkei. Kritiker dieser Entwicklung hielten der Territorialbehörde vor, dass den an der Verwaltung beteiligten Chiefs der erforderliche Bildungshintergrund für ein Mitwirken an öffentlichen Aufgaben und dem Umgang mit öffentlichen Finanzen fehle. Die Auswahl der an den Verwaltungsorganen beteiligten Personen sei demnach nicht durch Fähigkeit, aber durch Abstammung und einer Rückkehr zum Tribalismus geprägt.
Für die Wahl von 1963 gruppierten sich in ihrem Vorfeld zahlreiche Unterstützer um Victor Poto, einem Paramount Chief, der auch den Rückhalt aus dem Kreis von Paramount Chief Sabata Dalindyebo sicher hatte. Eine andere und externe Gruppe, die Xhosa National Association am Witwatersrand stellte eigene Kandidaten auf, erlangte jedoch keine größere Bedeutung. Den Unterstützern von Victor Poto stand ein beträchtlicher Personenkreis um Chief Kaiser Matanzima gegenüber. Die Gruppierungen waren noch wenig organisiert. Außenstehende Beobachter meinten damals, dass die herrschenden Feudalstrukturen das Entstehen politischer Parteien hemmen würden. Nach der Wahl wähnte Victor Poto in der Gesetzgebenden Versammlung (Legislative Assembly) eine Mehrheit von 38 unter den insgesamt 45 gewählten „Abgeordneten“ zu haben. Matanzima ging jedoch von 35 eigenen Unterstützern aus. In der Bevölkerung bestand allgemein die Auffassung, dass eine sehr große Mehrheit des Volkes die Politik von Poto unterstützt hatte. In einer geschlossenen Sitzung der Gesetzgebenden Versammlung erhielt dagegen Matanzima als Kandidat für den Posten des Chief Minister eine Mehrheit von 54 gegen 49 Stimmen, weil er neben den „Abgeordneten“ viele Voten von den Chiefs (eigene Mandate für die Versammlung) erhalten hatte. Es stimmten 47 Chiefs und 7 „Abgeordnete“ für Matanzima, für Poto dagegen nur 11 Chiefs und 38 „Abgeordnete“. Dieses Stimmverhalten stellte einen bislang nicht eingetretenen Bruch mit den Stammestraditionen dar und wurde in und außerhalb der Transkei kritisch bewertet.
Auch die Zusammensetzung der Gesetzgebenden Versammlung war von starken Veränderungen betroffen. Zunächst hatte die Transkei National Independence Party (TNIP) nur 9 von 45 Abgeordnetensitzen erlangen können. Später nutzten mehrere Abgeordnete der Opposition die Möglichkeit des floor crossing und schlossen sich der TNIP an. Zudem unterstützte eine Mehrheit unter den 64 Chiefs die TNIP und verhalfen ihr dadurch zur politischen Macht. Gegen Ende der Wahlperiode verfügte die TNIP über 15 Mandatsträger plus 56 Chiefs und die Democratic Party (DP) über 27 Mandatsträger und 8 Chiefs. Zudem gab es noch zwei Mandatsträger der Transkei People’s Freedom Party und einen Unabhängigen.
Im August bildete sich eine vorläufige Regierung. Die Spitzenposten waren von weißen Beamten besetzt, die ihre Ämter im Folgejahr an Schwarze übergeben sollten. Matanzima erklärte, dass von den insgesamt 2476 Planstellen des öffentlichen Dienstes unverzüglich 1900 mit Schwarzen besetzt werden sollten. Zunächst war die Regierung wie folgt besetzt:
- Secretary of the Department of Finance, J. H. T. Mills,
- Secretary of the Department of Justice, J. H. Meyer,
- Secretary of the Department of the Interior, R. A. Midgley,
- Secretary of the Department of Education, I. J. M. van Rooyen,
- Secretary of the Department of Agriculture, S. W. Pienaar,
- Secretary of the Department of Roads and Works, W. A. Grabe.

Seit 1963 verfügte die Transkei durch den Transkei Constitution Act über eine formale innere Selbstverwaltung, womit die von der südafrikanischen Regierung konzipierte staatliche Unabhängigkeit vorbereitet wurde.

### Errichtung des Bantustaates Transkei
Die Wahl von 1968 gewann die Democratic Party (DP) unter Victor Poto, die Regierung stellte jedoch die Transkei National Independence Party (TNIP), die für die Unabhängigkeit des Gebiets eintrat.
Am 29. September 1976 fanden in der Transkei Wahlen statt. Dabei erlangte die Transkei National Independence Party die absolute Mehrheit und erhielt 71 von insgesamt 75 Wahlmandaten. Bei den nominierten Sitzen fielen ihr 72 zu, so dass sie durch insgesamt 143 Vertreter in der mit 150 Sitzen versehenen Gesetzgebenden Versammlung (Legislative Assembly) vertreten war. Die New Democratic Party (NDP) und die Democratic Party (DP) erlangten jeweils drei Vertretersitze und ein einzelner unabhängiger Kandidat zog in die Versammlung ein.
Die Transkei wurde als erstes Bantu-Homeland am 26. Oktober 1976 formal in die volle Unabhängigkeit entlassen. Dieser Status wurde jedoch international nie anerkannt. Das Amt des Präsidenten übernahm Botha Sigcau, der 1978 starb und durch Kaiser Matanzima, einen Neffen Nelson Mandelas, ersetzt wurde. Staatssprache war IsiXhosa, als Verwaltungs- und Gerichtssprache zugelassen waren auch Sesotho, Englisch und Afrikaans. Die Transkei verfügte über ein Parlament, das 75 vom Volk gewählte Vertreter, fünf Oberhäuptlinge (Paramount Chiefs) und 70 Häuptlinge umfasste.

Topografische Karte der Transkei

1978 brach die Transkei die diplomatischen Beziehungen zu Südafrika ab. Der Versuch, die in der Transkei stationierten südafrikanischen Soldaten des Landes zu verweisen, scheiterte aber nach kurzer Zeit aufgrund der wirtschaftlichen Abhängigkeit von Südafrika. Bei den Wahlen 1981 errang die Transkei National Independence Party 74 der vergebenen 75 Mandate, die Democratic Progressive Party, die die Apartheid scharf ablehnte, einen Sitz. Damit gab es faktisch keine Opposition. 1987 wurde die Premierministerin Stella Sigcau nach einem Militärputsch durch Bantu Holomisa ersetzt. In der Folge konnte die Transkei gelegentlich von Mitgliedern des African National Congress (ANC) als Rückzugsgebiet genutzt werden. Einige ihrer Anführer wie Nelson Mandela, Govan Mbeki und Walter Sisulu stammten aus der Transkei. 1990 scheiterte ein Militärputsch gegen Holomisa; die Putschisten wurden ohne Gerichtsverfahren erschossen.

### Wiedereingliederung
Mit dem Ende der Apartheidspolitik und den ersten allgemeinen Parlamentswahlen in Südafrika vom 26. bis 29. April 1994 wurde die Transkei wieder ein Teil der Republik Südafrika und in die südafrikanische Provinz Ostkap eingegliedert. Holomisa verlor damit sein Amt als Staatspräsident. Heute ist er im südafrikanischen Parlament Abgeordneter für das United Democratic Movement (Stand 2017).

## Demographie
Von 6.240.000 Xhosa waren 1989 2.930.000 formal Staatsbürger der Transkei, viele von ihnen Thembu. Weitere Xhosa waren der Ciskei zugeordnet.

## Wirtschaft
Ausfuhrgüter waren vor allem Tee, Mais, Häute und Möbel. Der Tourismus an der Wild Coast war ebenfalls von Bedeutung. Ab 1979 errichtete man mit staatlichen Mitteln bei Mtamvuna am Indischen Ozean ein Vergnügungs- und Badezentrum, das bis heute in Betrieb ist.
Im Jahr 1979 entstand der kommerzielle Radiosender Capital Radio, dessen Errichtung 4,2 Millionen Rand kostete. Die Transkei Airways bestellte 1979 eine Hawker-Siddeley des Typs HS 748 für 40 Passagiere.
Das Pro-Kopf-Einkommen in der Transkei war bedeutend niedriger als in Südafrika.
Im Jahr 1979 musste bei der südafrikanischen Regierung um ein Darlehen über 20 Millionen Rand ersucht werden, da der Transkei-Staatshaushalt bereits nach Streichung größerer Projekte, wie das des Mngazana-Hafens, oder der Verzicht auf den weiteren Ausbau der University of Transkei sowie auf die Anschaffung von 105 Nutzfahrzeugen, nicht zu einer ausgeglichenen Bilanz kam. Man schlug im Rahmen der Darlehensanfrage in Pretoria vor, die Gehälter und Bezüge der Regierungsmitglieder, Staatsbeamten, Parlamentsmitglieder, Chiefs und Headmen zu kürzen. Eine deutliche Warnung angesichts der wachsenden Probleme mit dem Staatshaushalt kam bereits durch D. P. S. van Huyssteen von der Bank of Transkei, der in dem Jahresbericht seiner Bank auf die anhaltende Nichtanerkennung der Transkei durch die internationale Staatengemeinschaft und die damit verbundenen Behinderungen bei der Entwicklung des Homelands hinwies.
Für den landwirtschaftlichen Wasserbedarf verfügte man in der Transkei über das Qamata-Bewässerungssystem, dessen Wasser aus dem Lubisi-Stausee und Bohrlöchern stammt. Der Stausee wurde 1968 errichtet.